# 拉乌夫·拉希德·阿卜杜·拉赫曼
拉乌夫·拉希德·阿卜杜·拉赫曼（阿拉伯语：‎ Rauf Rashid Abd al-Rahman；1941年—）是2006年伊拉克审判萨达姆时伊拉克临时政府特别法庭的主审法官。
拉赫曼是伊拉克哈拉布贾的一位库尔德人，他是1988年哈拉布贾化学袭击的受害者之一。在这次化学攻击中，萨达姆的秘密警察对拉赫曼施以酷刑，他的一些亲戚也在这次事件中丧生。2006年1月23日，拉赫曼取代里兹格·穆罕默德·阿明，成为主审法官。伊拉克媒体曾批评称，被告萨达姆在法庭上未经允许大声说话时，阿明表现地“太过软弱”。此后阿明递交了辞呈。
在阿明递交辞呈之后，拉赫曼成为特别法庭的主审法官。在接下来的日子里，拉赫曼控告萨达姆犯有种族灭绝罪，将其判处绞刑。与萨达姆一起被判处死刑的还有他的一些助手。媒体批评拉赫曼在审判中对萨达姆抱有偏见。
2006年12月，拉赫曼通过旅游签证，举家前往英国。三个月后申请在英国的庇护权。后来他取消了申请。特别法庭宣称拉赫曼“仅仅是度假”，而拉赫曼本人拒绝对此作出评论。
2014年6月16日，在反政府组织“伊拉克和沙姆伊斯兰国”发起的伊拉克北部内战中，拉赫曼被该组织擒获。萨达姆政权前高官伊扎特·易卜拉欣·杜里在脸书上的声明，拉赫曼于6月18日经该组织审判后立即处死。此消息被新闻媒体广泛引用。伊拉克政府未证实拉赫曼被处死，但也并未否认拉赫曼被俘虏之事。不过后来其家人和库尔德斯坦地区政府的发言人都宣称此报导是不真实的。